# Lilongwe
Lilongwe är huvudstad i Malawi och den administrativa huvudorten i  distriktet med samma namn. Staden ligger i den centrala delen av landet, väster om Malawisjön och nära gränsen till Moçambique och Zambia. Lilongwe hade 1 080 000 invånare 2015 och är därmed landets folkrikaste stad före Blantyre.

## Historia
Lilongwe grundades som en liten by vid Lilongwefloden – av vilken byn fick sitt namn – och blev ett brittiskt kolonialcentrum 1904. Uppkomsten av betydande brittisk tobaksindustri i området i början av 1920-talet samt stadens läge vid knutpunkten av flera av landets stora vägar ledde till att Lilongwes betydelse ökade successivt. Vid folkräkningen 1966 hade staden ungefär 19 000 invånare. Bunda College of Agriculture grundades i staden 1967. År 1967 upprättade Malawi diplomatiska relationer med Sydafrika vilket ledde till att lån beviljades. Det ekonomiska tillskottet gav upphov till ett utvecklingsarbete som påbörjades 1968 och hade som syfte att göra Lilongwe till landets nya huvudstad. Den 1 januari 1975 flyttades huvudstaden officiellt från Zomba till Lilongwe.
Flygplatsen Kamazu, även känd som  Lilongwe International Airport, invigdes 1983. År 1988 hade befolkningen ökat till 223 000 invånare; en tiofaldig ökning på 20 år.
Malawis regering flyttade 2005 verksamheten från Blantyre till Lilongwe. År 2008 hade Lilongwe 674 448 invånare. Lilongwe University of Agriculture & Natural Resources grundades i staden 2012.
Lilongwe hade 1 080 000 invånare 2015. Bingu National Stadium, uppkallad efter Bingu wa Mutharika och med plats för över 40 000 åskådare, invigdes 2017.